# Hasköy
Hasköy là một huyện thuộc tỉnh Muş, Thổ Nhĩ Kỳ. Huyện có diện tích 379 km² và dân số thời điểm năm 2007 là 32385 người, mật độ 85 người/km².